# Franco Gualdi
Franco Gualdi   (Vertova, 1 d'abril de 1957) és un ex-pilot i directiu esportiu d'enduro italià, guanyador de dos Campionats d'Europa (un en 175 cc i un en 250 cc). Als Sis Dies Internacionals d'Enduro hi obtingué dues victòries per categories (1977 en 175 cc i 1986 en 125 cc) i formà part de l'equip italià guanyador del Trofeu els anys 1979, 1981 i 1989.
D'ençà de 1990 fou designat responsable tècnic de l'equip italià d'enduro (conegut com als caschi rossi a causa del color vermell del seu casc). El 1991, un cop retirat de la competició, es dedicà en exclusiva a dirigir l'equip afavorint l'obtenció de nombrosos èxits, entre els quals cinc victòries al Trofeu i una al Trofeu Júnior dels ISDE.

## Palmarès com a Pilot

### Campionat d'Europa
- 2 Campionats d'Europa d'enduro: 
  - 1 en 175 cc (1978, Sachs)
  - 1 en 250 cc (1979, SWM)
- 5 Victòries a la Valli Bergamasche:
  - 1975 - 175 cc (DKW)
  - 1978 - 175 cc (Sachs)
  - 1979 - 250 cc (SWM)
  - 1984 - 250 cc (Kramit)
  - 1988 - 350 cc 4T (Cagiva)

### ISDT[1]
- 15 participacions
- 3 Victòries al Trofeu com a membre de l'equip italià:
  - 1979 a Neunkirchen, RFA
  - 1981 a Elba
  - 1989 a Walldürn, RFA
- 2 victòries en categories:
  - 1977 (175 cc, Txecoslovàquia)
  - 1986 (125 cc, San Pellegrino Terme, Itàlia)

### Campionat d'Itàlia
- 6 Campionats d'Itàlia d'enduro:
  - 1977 (175 cc, DKW)
  - 1978 (175 cc, Sachs)
  - 1979 (250 cc, SWM)
  - 1988 (350 cc 4T, Cagiva)
  - 1989 (350 cc 4T, Cagiva)
  - 1990 (350 cc 4T, Husqvarna)
- 3 Subcampionats d'Itàlia d'enduro:
  - 1980 (125 cc)
  - 1981 (250 cc)
  - 1985 (500 cc)

### Ral·li Dakar
- Participació els anys 1987 i 1988 (classificant-s'hi sisè absolut amb la Cagiva el 88)

## Palmarès com a Mànager
- Responsable tècnic de la selecció italiana d'enduro d'ençà de 1990
- Responsable de la federació italiana d'enduro d'ençà del 2005
- 5 Victòries de la selecció italiana al Trofeu dels ISDE:
  - 1992, Austràlia
  - 1994, EUA
  - 1995, Polònia
  - 1997, Lumezzane (Itàlia)
  - 2000, Espanya
- 1 Victòria de la selecció italiana al Trofeu Júnior dels ISDE (1997, Lumezzane)
- Director de cursa a la 36a i 37a Valli Bergamasche (1994 i 1999)